# Slavko Kvaternik
Slavko Kvaternik (Moravice, 1878. augusztus 25. – Zágráb, 1947. június 13.) horvát háborús bűnös usztasa tábornok és politikus volt, az Usztasa mozgalom egyik alapítója. Katonai parancsnok és a fegyveres erők minisztere volt. 1941. április 10-én ő kiáltotta ki a Független Horvát Államot.
Az osztrák-magyar hadsereg tisztjeként részt vett az első világháborúban. Az Osztrák–Magyar Monarchia összeomlása után 1918 végén a Szlovének, Horvátok és Szerbek Államtanácsa kinevezte a Muraközbe sikeres behatoló erők parancsnokává. Később csatlakozott a Jugoszláv Királyi Hadsereghez, melynek 1921-ig maradt a tagja.
1929-ben az Usztasa Horvát Forradalmi Mozgalom egyik alapítója volt Olaszországban. Miután Németország 1941 áprilisában megtámadta Jugoszláviát, 1941. április 10-én a tengelyhatalmak támogatásával bejelentette a Független Horvát Állam létrehozását. Az újonnan létrehozott államban a fegyveres erők minisztere lett, majd 1943-ban nyugdíjba vonult. Háborús bűnökért 1947-ben kivégezték.

## Élete és pályafutása

### Ifjúkora
Slavko Kvaternik 1878-ban született a ma Vrbovskohoz tartozó Moravicén, az akkori Komorski Moravicén, Ljudevit Kvaternik és Marija Frank családjában. Anyai részről katolikus német származású. Ljudevit Kvaternik családjában rajta kívül még három gyermek született: Petar Milutin (1882 – 1941, ugyancsak politikus lett), Ljubomir (1885 – 1980) és Zlata (? – 1957). Slavko feleségül vette Olga Frankot, a híres zsidó származású jobboldali politikus, Josip Frank lányát, akitől két lánya és egy fia született, Eugen Dido Kvaternik, aki az Usztasa szervezet egyik fő vezetője lett.

### Az első világháborúban
A katonai akadémia után vezérkari tisztként szolgált az első világháborúban az osztrák-magyar hadseregben az olasz hadszíntéren. Kvaternik 1914. október 22-től 1916. február 27-ig a híres Svetozar Borojević marsall szárnysegédje, 1918 januárjától pedig az 55. k.u.k. illetve a 155. honvéd gyaloghadosztály vezérkari főnöke volt a piavei hadszíntéren, hogy májusban átkerüljön az 5. „Isonzó” hadsereg parancsnokságára. A háború alatt a legmagasabb német kitüntetéssel, az I. fokozatú vaskereszttel tüntették ki.

### A Jugoszláv Királyságban
A háború után, 1918-ban alezredesi rangban bekerült az Szerb-Horvát-Szlovén Állam Néptanácsába, ahol a hadsereg vezérkari főnöke lett. 1918 decemberében ő vezényelte azokat a horvát csapatokat, amelyek sikeresen kiűzték a magyar hadsereget Muravidékről. Az SHS Királyság hadseregében 1921-ben vonult nyugdíjba ezredesi rangban. Ugyanebben az évben bekapcsolódott a politikába, először a Horvát Jogok Pártjába, majd az Usztasa mozgalomba. Ante Pavelić meghívására 1932 októberében Brescában részt vett az usztasa katonai egységek létrehozásáról és megerősítéséről szóló tanácskozáson. A marseille-i merénylet után 1934-1935-ben Montenegróba internálták. 1936 és 1941 között a Vladimir Maček által alapított „Hrvatskog radise” szövetkezet igazgatója volt. Az usztasa mozgalom hazai vezetőségének az élén állt, 1939-ben részt vett az „Uzdanica” társaság alapításában és vezetésében, melynek helyi irodái és megbízottai az usztasa mozgalom fenntartóivá váltak a Horvát Banovinában. Kapcsolatot alakított ki a Jugoszláv Királyság hadseregének horvát tiszteivel is. 1941. április elején kapcsolatot létesített Edmund Veesenmayer német követtel, tárgyal a Horvát Parasztpárt (HSS) területi szervezeteinek képviselőivel és elnökeivel.

### A Független Horvát Állam

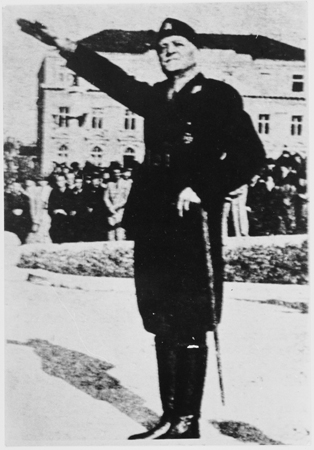
Kvaternik usztasa egyenruhában 1941-42-ben

A háború áprilisi kezdete utáni napokban közvetített a zágrábi német képviselő, Edmund Veesermayer és a Jugoszláv Királyság hadserege 1. hadseregcsoportjának vezérkari főnöke, Franjo Nikolić ezredes között, akik között megállapodás született. Elérte, hogy a Jugoszláv Királyság nyugati részén állomásozó jugoszláv csapatok felhagyjanak az ellenállással, és eltávolodjanak a német erők elől. A parancsot Nikolić adta ki, miután 1941. április 10-én délelőtt találkozott Veesermayerrel és Kvaternikkel. Ezzel a katonai erők ellenállását leállították vagy a minimumra csökkentették.
Miután a HSS vezetője Vladimir Maček megtagadta a Németország védelme alatt álló Horvátország vezetésének átvételét, Slavko Kvaternik Ante Pavelić megbízásából, és Edmund Veesenmayer közreműködésével, 1941. április 10-én, a németek Zágrábba való érkezése után rádión keresztül kikiáltotta a Független Horvát Államot. Ő szervezte meg az ideiglenes kormányt – a Horvát Államtanácsot, és 1941. április 10. és 16. között ő volt ennek az ideiglenes kormánynak a miniszterelnöke is. Ante Pavelić zágrábi érkezése után hivatalosan is az NDH második embere, az Usztasa Főtanács tagja, főnökhelyettese, a belvédelmi miniszter, a parancsnokhelyettes, szárnysegéd és katonai parancsnok lett. Az osztrák-magyar és jugoszláv hadsereg egykori tisztjeinek egy csoportjával megszervezte az NDH fegyveres erőit, és folyamatosan közvetített az usztasa és a katonatisztek közötti konfliktusokban.
Az NDH élén Kvaternik szorgalmazta a nemzeti hadsereg megalakítását, amelyet az önkéntes, usztasa pártkatonák létszámának egyetlen ezredre való csökkentésével a sorkatonák mozgósításával töltöttek fel. A nemzeti hadsereg megalakítása különféle problémákkal járt, és az usztasa önkéntesek nagyon elégedetlenek voltak azzal, hogy Kvaternik elutasította őket.
Mladen Lorković és Vladimir Košak mellett a szűk usztasa vezetésben ő volt a németbarát politika fő szószólója. 1941. július végén meglátogatta Adolf Hitlert, és a Harmadik Birodalom más vezető tisztségviselői (Ribbentrop, Keitel stb.) fogadták.
Miután Vladimir Laxa tábornoktól és más magas rangú tisztektől olyan tájékoztatást kapott, amely szerint az ún. „vad usztasák” (vagyis olyan a fegyveres csoportok, amelyek nem tartoztak rendes katonai parancsnokság alá, még akkor sem, ha a helyi usztasa tisztviselők alárendeltjei) valójában arra ösztönözik a szerbeket, hogy csatlakozzanak az NDH elleni fegyveres harchoz. Slavko Kvaternik 1941 szeptemberében éles fellépést rendelt el a vad usztasák ellen, arra hivatkozva, hogy „ezek nem usztasák, hanem vadak és rablók, akik megérdemlik, hogy bíróság elé állítsák őket akárcsak a csetnikeket”. Ezt követően a szerbek elleni terror mérséklődött, de a helyi usztasák önkénye továbbra is rontotta az NDH általános biztonsági állapotát és hátráltatta az ország helyzetének konszolidációját.
1941 augusztusának végén Kvaternik felesége öngyilkos lett, állítólag zsidó származása és férje, különösen fia, Eugen szerepe miatt az NDH-ban. Kvaternik ellenezte a HSS-támogatók üldözését és fia, Eugen terrorpolitikáját. Megpróbálta korlátozni az emigrációból Pavelićvel együtt visszatérő usztasa parancsnokok befolyását, hogy véget vessen annak a vad usztasa rombolásnak, mely ösztönözte az NDH elleni felkelés terjedését. 1941 októberében, miután nyilvánvalóvá vált, hogy az olaszok, elégedetlenek az usztasák gyenge együttműködésével az NDH teljesen olasz irányítású állammá alakításában, támogatták a csetnikek tevékenységét az NDH területén. Miután az olasz erők 1941 novemberében „zöld utat kaptak” a németektől, hogy átlépjék a demarkációs vonalat, és az NDH teljes területét ellenőrzésük alá vonják, Slavko Kvaternik határozottan kiállt amellett, hogy a németek hagyjanak fel az ilyen tervekkel, és hagyják hadseregüket az NDH-ban. Zágráb és Horvátország többi kontinentális része így kívül maradt olasz ellenőrzésen, de az olasz képviselők Kvaternik eltávolítását szorgalmazták. Kvaternik kérésére Ante Pavelić 1942 februárjában összehívta a horvát állam parlamentjét.
Anton Švajger ezredes 1942. májusi jelentése után a német hadsereg borzalmas állapotáról, amelyet a keleti fronton tett körútja során láthatott, és átadott neki egy részletes elemzést, amelyből kiderült, hogy Németország nem remélheti, hogy háborút nyer a Szovjetunióval, Kvaternik megígérte a tiszteknek, hogy nem küldi hadba a hadseregét a Szovjetunió ellen, mondván, hogy „nem pazaroljuk ész nélkül a pénzt a keleti fronton”. Nem sokkal később már a németek is szorgalmazták az eltávolítását.
1942 szeptemberében Ante Pavelić akciót indított az eltávolítására, azzal indokolva, hogy Slavko Kvaternik felelősséggel tartozik a fegyveres erők rossz helyzetéért. Úgy tűnik, hogy Kvaternik elégedetlen volt a németek által bátorított zsidóüldözéssel (a szlavóniai és a szerémségi Volksdeutsche soraiból származó náci radikálisokat tartotta a legfelelősebbnek az üldözés megindításában), amelyben közrejátszhatott felesége, Olga öngyilkossága, aki részben zsidó származású volt. Pavelić kérésére 1942. október 5-én gyakorlatilag minden feladat alól felmentve Szlovákiába ment nyaralni. 1942. december 22-én tért vissza marsalli egyenruhában. A hivatalos katonai fogadtatás helyett fia, Eugen találkozott vele, beültette az autóba, és azonnal hazavitte, megtiltva, hogy elhagyja a tuškanaci villát. A következő héten Slavko Kvaternik két alkalommal találkozott Ante Pavelić-csel, és az utolsó beszélgetésen azt mondta neki: „Ön tönkreteszi a horvát népet és a horvát államot, önpusztító politikát kényszerít ki azáltal, hogy káoszt teremt.” A megfelelő katonai kitüntetéssel és nyugdíjjal hozzájárult a nyugdíjba vonuláshoz. December 29-én levelet küldött a Poglavniknak, amelyben közölte, hogy kilép a kormányból, és átadja neki a hadügyminisztériumot. 1943. január 4-én hivatalosan felmentették szolgálatából. Megtartotta katonai rangját, és Ausztriába vonult vissza. Semmeringben, majd Bad Gasteinben élt. Ezzel egy időben fiát, Eugen Dido Kvaterniket is eltávolították, aki addig rendkívül fontos szerepet töltött be az NDH rendőrségi és titkosszolgálati ügyeiben.
A hadsereg tisztjei nemtetszéssel fogadták Kvaternik elbocsátását, és az olasz nyomásnak való engedés jeleként értékelték. Köztudott volt, hogy Kvaternik határozottan ellenezte az NDH uralására irányuló olasz törekvéseket és a csetnikekkel való együttműködésüket. Azt is tudni lehetett, hogy Kvaternik – igaz, csak mérsékelt sikerrel – az usztasa-bűncselekmények megszüntetését szorgalmazta, amikor Ivan Prpić tábornok az usztasák felelősségre vonását követelte a Čapljina mellett elkövetett bűncselekményekért, és ezért azonnal megkapta Pavelićtől, hogy „a falhoz állítják”. Ekkor Kvaternik habozás nélkül Prpić mellé állt, mondván: „Ebben az esetben mindketten a falhoz fogunk állni”. Az újabb emigrációjában Kvaternik ismét Ante Pavelić ellen ténykedett, ezzel megosztotta a horvát nacionalistákat. Olaszország kapitulációja után, valamint az usztasa vezetés egy részének a HSS-vel folytatott tárgyalásai során 1943-1944-ben sikertelenül próbálta aktiválni magát.

### Elítélése és halála

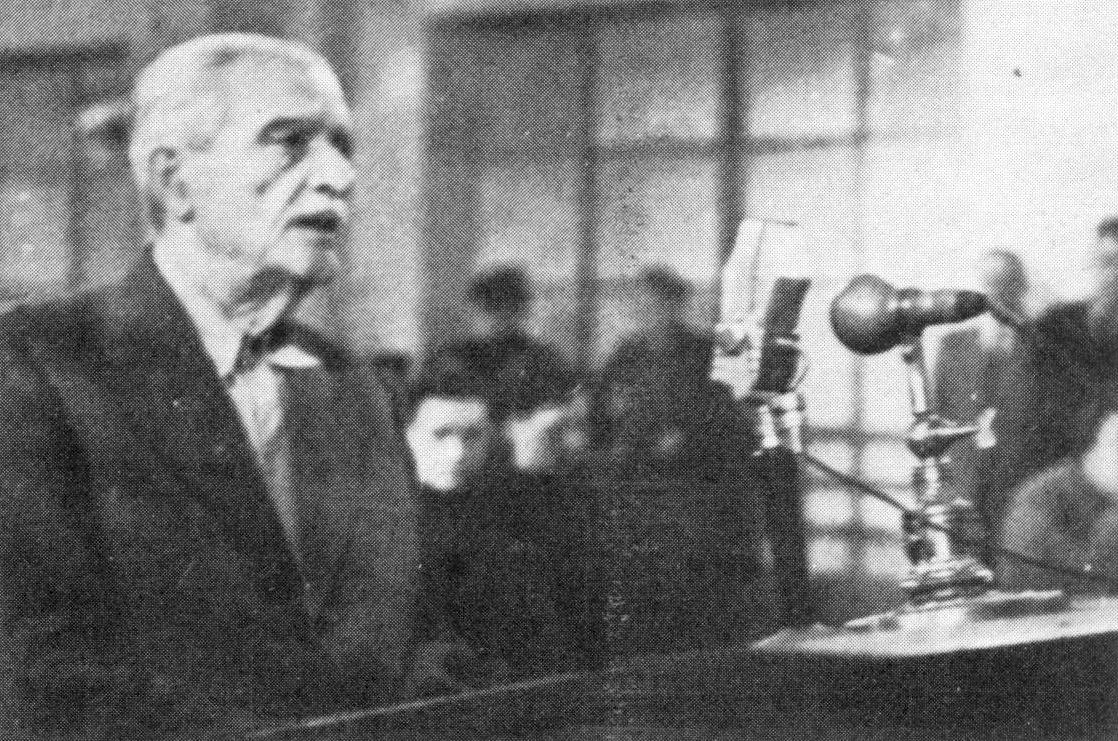
Kvaternik 1947-ben a bíróság előtt

Az NDH összeomlása után 1945. július 12-én az amerikaiak letartóztatták és a salzburgi bíróság börtönébe zárták, majd a gmundeni előzetes letartóztatásba került és a Salzburg melletti glasenbachi koncentrációs táborba szállították. 1946. szeptember 9-én kiadták Jugoszláviának. 1947. május közepén az NRH Ügyészsége vádemelést emelt Slavko Kvaternik, az NDH hat minisztere, valamint Siegfried Kasche, Németország NDH-s meghatalmazott nagykövete ellen az emberiség elleni legsúlyosabb háborús bűncselekmények elkövetése miatt. 
A főtárgyalás 1947. május 29-én kezdődött Zágrábban; az ügyészséget személyesen a Horvát Köztársaság ügyésze, Jakov Blažević képviselte. Kvaternik védője, Dr. Ivo Politeo úgy döntött, hogy elismeri a Kvaternik elleni fő vádakat, de vitatta bűnösségének fokát és a büntetés típusát. Az ügyész kérdésére, hogy a horvát nép árulójának tartja-e magát, Kvaternik azt válaszolja: „Ügyész úr, soha nem volt ilyen érzésem.” A tárgyalás során egyszerre fejezte ki horvát nemzeti büszkeségét és megbánását az usztasa rezsim embertelen bánásmódja miatt. Záróbeszédében ismét hazafias késztetéseiről beszélt, de hozzátette: „Őszintén elismerem felelősségemet, és mélységesen sajnálom, hogy részt vettem egy olyan rendszerben, amely bűnöző volt, és a horvát és szerb nép számára a legnagyobb szerencsétlenséget hozta.” 1
947. június 6-án halálra ítélték és 1947. június 13-án Zágrábban golyó által kivégezték.

## Fordítás
- Ez a szócikk részben vagy egészben  a   Slavko Kvaternik című horvát Wikipédia-szócikk ezen változatának fordításán alapul.  Az eredeti cikk szerkesztőit annak laptörténete sorolja fel. Ez a jelzés csupán a megfogalmazás eredetét és a szerzői jogokat jelzi, nem szolgál a cikkben szereplő információk forrásmegjelöléseként.